# 4 Batalion Eksploatacji Dróg
4 Samodzielny Batalion Eksploatacji Dróg – samodzielny pododdział wojsk drogowych ludowego Wojska Polskiego.
Przeznaczony do budowy i naprawy dróg w strefie przyfrontowej. W działaniach bojowych pełnił także służbę regulacji ruchu oraz kontroli wojskowych pojazdów mechanicznych.
Sformowany we wsi Lipiny w rejonie Siedlec na podstawie rozkazu Naczelnego Dowództwa Wojska Polskiego nr 022 z 10 września 1944. Następnie włączony do 2 Armii Wojska Polskiego. Rozformowany po zakończeniu wojny wraz z 2 Armią WP.

## Działania
Mimo formalnego włączenia w skład 2 Armii WP batalion działał na korzyść Naczelnego Dowództwa WP. W lutym 1945, wraz z przeniesieniem instytucji NDWP, przedyslokowany do Włoch pod Warszawą, gdzie naprawiał istniejące i budował nowe drogi dojazdowe w rejonie Włoch, Ursusa i Piastowa.
Prace tego rodzaju kontynuował batalion do zakończenia wojny, nie zmieniając miejsca postoju. Budował m.in. drogi dojazdowe do lotniska wojskowego w Pruszkowie.

## Obsada personalna
Dowódcy batalionu
- ppłk Eugeniusz Woronin
- ppłk Michał Siemieniuk

## Skład etatowy
Etat 047/12

Dowództwo i sztab
- 3 kompanie eksploatacji dróg
  - pluton regulacji ruchu
  - pluton drogowy
  - pluton gospodarczy
- pluton ochrony mostów
- drużyny: łączności; malarska